# Grljan
Grljan (en serbe cyrillique : Грљан) est une localité de Serbie située sur le territoire de la ville de Zaječar, district de Zaječar. Au recensement de 2011, elle comptait 2 114 habitants.
Grljan, officiellement classé parmi les villages de Serbie, est situé sur les bords du Beli Timok, une rivière connue également sous le nom de Knjaževački Timok (le « Timok de Knjaževac »).

## Démographie

### Évolution historique de la population
| 1948  | 1953  | 1961  | 1971  | 1981  | 1991  | 2002  | 2011  |
| ----- | ----- | ----- | ----- | ----- | ----- | ----- | ----- |
| 2 822 | 3 098 | 3 526 | 3 737 | 3 519 | 3 412 | 2 839 | 2 114 |

|  |